# Natural Born
『Natural Born』は、日本のベーシスト、Tamaの2ndアルバム。
2007年6月20日リリース。

## 概要
- 初回生産限定盤には"Metal Cool Night"のライブ映像や『ホンノウ』のPV、ゲストボーカル陣とのレコーディング風景を収録したDVD付き。
- シングル曲が2曲、"Metal Cool Night"で初披露された曲が5曲、ゲストボーカルが参加した曲が2曲（ホンノウを除く）、新曲が2曲収録されたアルバム構成になっている。
- 各雑誌のインタビューでも答えていたが、『ホンノウ』を始め非常にメッセージ性の強いアルバムとなっている。
- Tama曰く、一番難しかったことは「悲しい歌詞を書くこと」。

## 収録曲

### CD
1. ホンノウ （Featuring ユウスケ from HIGH and MIGHTY COLOR）
  - このアルバムの発売約一ヶ月前の発売された先行シングル。
2. The Party
3. Wild Adventure
4. Easy Going （Featuring KOHSHI from FLOW）
5. 君の意味
6. 行列パレード
  - 2nd Live "Metal Cool Night"で披露された時、Tamaは「2ndシングルにしようと考えている」と語った。
7. Metal Cool
  - Tamaが初めてボーカルを担当した楽曲。
8. 燃えている光 （Featuring TAKE from Skoop On Somebody）
9. 運命も君も曲がりくねっているRoad
  - "Metal Cool Night"本編ラストで披露された曲。
10. Gray
11. Natural Born
  - レコーディング方法は"Metal Cool Night"時のメンバーとの一発録りだった。

### DVD
1. 「ホンノウ」Music Clip
2. 「Metal Cool」Live Clip
  - "Metal Cool Night"のダイジェスト映像にシングル音源を重ねたものであり、ライブ音源ではない。
3. Recording with ユウスケ（HIGH and MIGHTY COLOR）
4. Recording with KOHSHI（FLOW）
5. Recording with TAKE（Skoop On Somebody）